# Rodrigo Moya

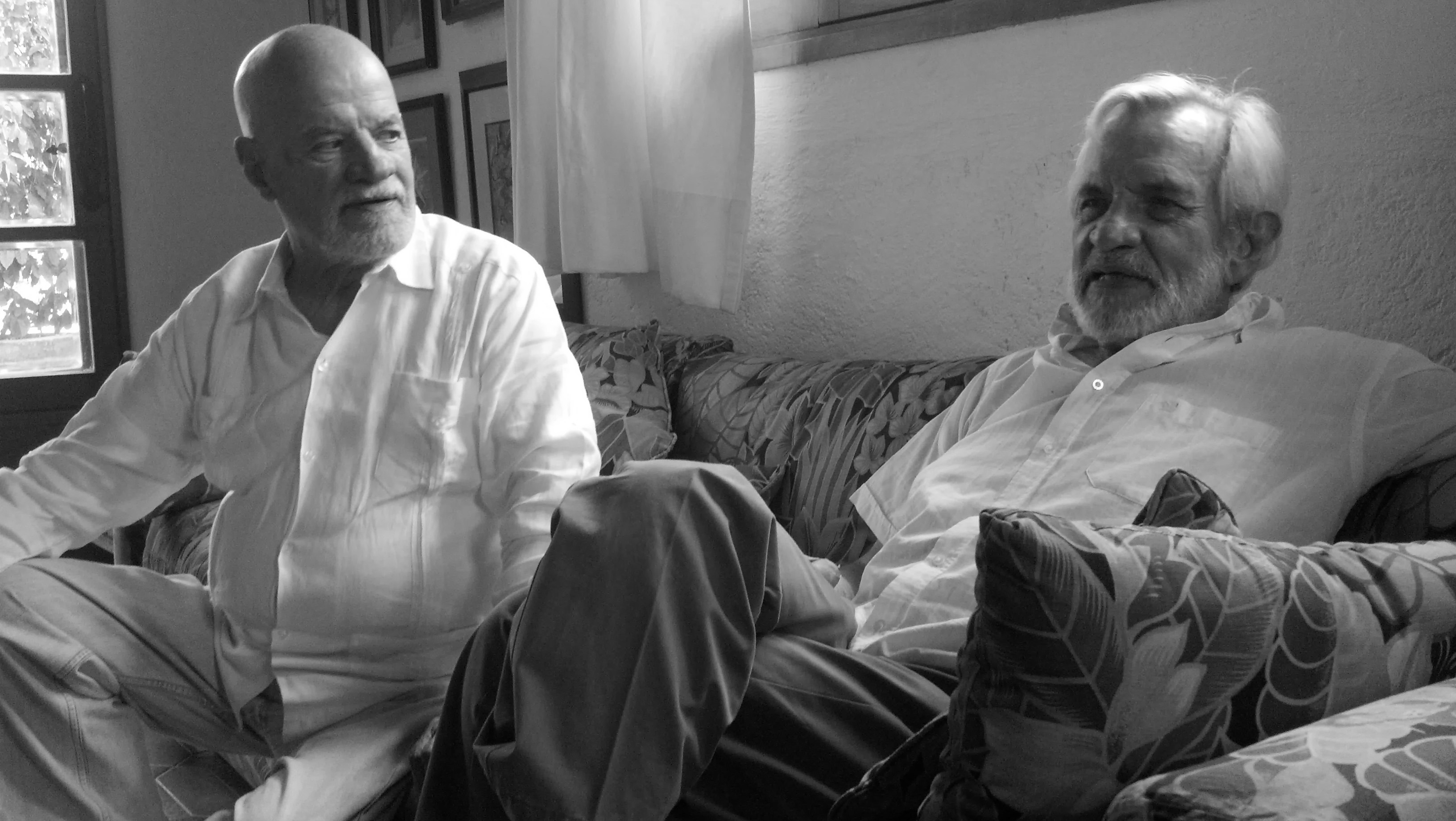
Rodrigo Moya a Guillermo Angulo, Cuernavaca, Morelos, 2014

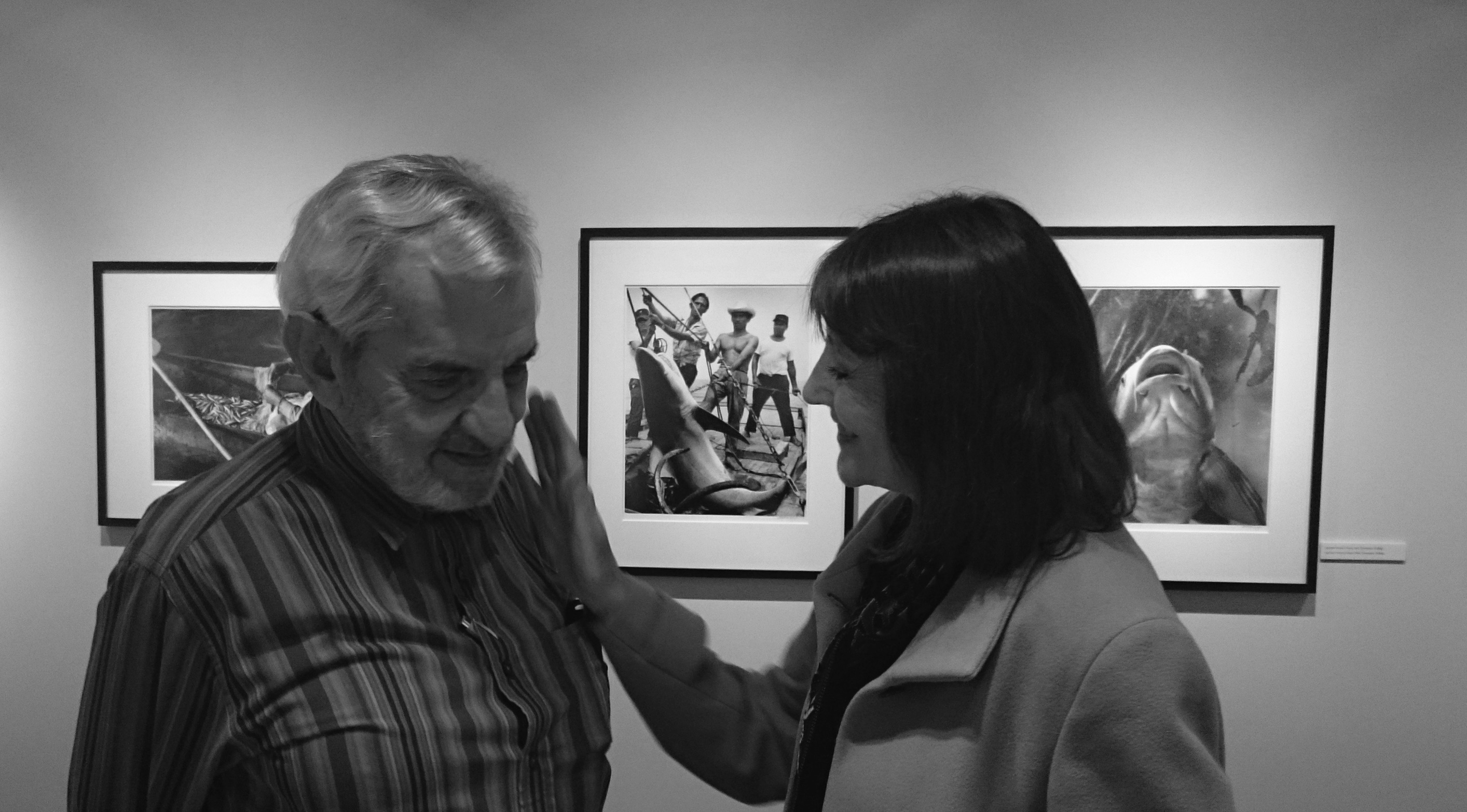
Rodrigo Moya a Susan Flaherty, San Marcos, Texas, 201

Rodrigo Moya (10. dubna 1934 – 30. července 2025) byl mexický fotoreportér, spisovatel a vydavatel, známý především svou fotografickou tvorbou z let 1955 až 1968. Moya zahájil svou kariéru fotoreportéra poté, co se učil u kolumbijského fotoreportéra Guillerma Angula, a převzal Angulovu práci, když ten odjel do Itálie studovat film. Následujících třináct let Moya pracoval pro různé zpravodajské časopisy, kde se zabýval událostmi v Mexiku a Latinské Americe, zejména sociálními a politickými otřesy, jako byli partyzáni ve Venezuele a Guatemale. V roce 1964 také odjel na Kubu, aby dokumentoval tamní revoluci, a pořídil sérii portrétů Che Guevary, včetně El Ché melancólico (Melancholický Che), jednoho ze dvou ikonických Guevarových portrétů. V roce 1968 se Moya rozhodl, že se fotografováním už nemůže živit, a až do konce desetiletí pracoval jako vydavatel časopisů a autor povídek, přičemž po sobě zanechal velký archiv. Na samém konci 90. let ho dlouhá nemoc donutila tento archiv otevřít a přehodnotit a od té doby pracoval na propagaci těchto snímků.

## Osobní život a smrt
Rodrigo Moya se narodil v roce 1934 v Medillinu v Kolumbii kolumbijské matce a mexickému otci. Během svého života se věnoval potápění, působil jako spisovatel, cestovatel, redaktor, fotograf a levicový aktivista. Moyův otec byl scénografem v mexické divadelní společnosti Hermanos Soler, když se s inscenací vydal na turné do Kolumbie. Tam se setkal s Moyovou matkou, která ho poznala, když jí bylo necelých 17 let. Pár zůstal v Kolumbii několik let, kde se narodil Rodrigo i jeho mladší sestra Colombia. Rodina se do Kolumbie nikdy nevrátila, ale Moyova matka ho naučila kolumbijské kultuře, která mu dala částečnou kolumbijskou identitu. Dalším vlivem jeho matky bylo její amatérské fotografování. Podle Moyi trávila mnoho času s fotoaparátem a jednou z mála věcí, které si z Kolumbie do Mexika přivezla, byla její fotoalba. Moya dostal od svého otce fotoaparát na formát filmu o rozměrech 6x6 cm, když absolvoval střední školu, a začal fotografovat místní místa, své přátele a výlety. 
Moya navštěvoval Colegio Militar a poté šel studovat petrochemické inženýrství na Mexickou národní autonomní univerzitu v Mexiku. Nebyl však dobrým studentem, neovládal pokročilou matematiku, a tak studium opustil.
Ve dvaceti letech už nežil s rodiči a potřeboval se nějak uživit. Někteří přátelé jeho rodiny chtěli v Kolumbii založit televizní stanici a zaplatili mu intenzivní kurz televizní produkce a režie. Když v tomto oboru pracoval poprvé, setkal se s kolumbijským fotografem Guillermem Angulem. Když se Angulo Moyi zeptal na aspekty televizních kamer, Moya odpověděl, že ho naučí, co umí, ale na oplátku ho Angulo potřebuje naučit o fotografování, zejména o procesu vyvolávání.  Angulo vzal Moyu do temné komory v redakci časopisu Impacto, aby se učil. Poté, co viděl tento proces, se rozhodl stát se fotografem. Angulo ho přijal a udělal z něj asistenta a učně, učil se také od portugalského uměleckého kritika Antonia Rodrigueze. 
Během své kariéry fotografa a později vydavatele se Moyův dům stal místem setkávání Kolumbijců v Mexiku. Přátelil se spisovatelem Gabrielem Garcíou Márquezem, kterého potkal v 50. letech 20. století. V roce 1977 Moya pořídil pozoruhodnou fotografii Garcíi Márqueze s monoklem, který mu způsobil Mario Vargas Llosa xxxxxxx Maria Vargase Llosy. 
Ve věku 70 let Moya trpěl dlouhou nemocí, která ho a jeho manželku Susan Flahertyovou přiměla k přestěhování z Mexico City do Cuernavacy, kde pár žil až do jeho smrti.  Toto stěhování Moyu přimělo znovu se podívat na krabice s fotografiemi a negativy ze své fotožurnalistické kariéry. Spolu s fotografickými experty a grafickými dovednostmi své manželky od té doby tuto práci reorganizoval a propagoval.  Tato propagace jeho dřívější práce mu dala příležitost cestovat a poprvé navštívit Kolumbii v roce 2014.
Moya zemřel 30. července 2025 ve věku 91 let.

## Kariéra fotožurnalisty 1955 až 1967
Angulo byl hlavním fotografem časopisu Impacto a jako jeho asistent Moya plnil úkoly, které Angulo nechtěl. V roce 1955 se Angulo rozhodl odjet do Itálie studovat v Cine Cittá a Moya za něj převzal jeho vedoucí funkci. Tato práce trvala asi čtyři roky, než se Moya rozhodl pracovat na volné noze jako fotoreportér a fotografovat divadelní témata.  Jeho práce na volné noze a další fotožurnalistické aktivity trvaly až do roku 1968, během kterého Moya spolupracoval s dalšími časopisy, jako jsou Sucesos, Siempre!, El Espectador a Politica.
Tato kariéra zavedla Moyu po celém Mexiku a do zemí jako Panama, Ekvádor, Haiti, Kuba, Dominikánská republika, Guatemala a Venezuela.
V 50. a 60. letech 20. století se věnoval politickým nepokojům v celé Latinské Americe  a byl jediným latinskoamerickým fotografem, který pracoval na invazi Spojených států do Dominikánské republiky.  V roce 1966 cestoval do venezuelských džunglí Sierra de Falcón, aby tam na pozvání samotných vojáků fotografoval partyzánské hnutí vedené Che Guevarou. Výsledkem byla série s názvem Guerrillas in the Mist (Partyzáni v mlze), původně publikovaná v deníku The Guardian. 
Moyova první cesta na Kubu se uskutečnila v roce 1964 se spisovatelem Froylánem Manjarrezem a karikaturistou Riusem, aby zachytili kubánskou revoluci pro knihu, která nikdy nebyla napsána. Během čtyř týdnů fotografoval převážně pro noviny. Poslední den cesty získali příležitost udělat rozhovor s Che Guevarou a Moya v Kubánské centrální bance vytvořil sérii devatenácti portrétů revolucionáře.  Jednou z pozoruhodných fotografií z této série je El Ché melancólico (Melancholický Che), na které Che Guevara kouří doutník se smutným výrazem. Je to jedna ze dvou ikonických fotografií Che Guevary.
Během své práce jako fotoreportér se věnoval i pouliční fotografii.  Když byl na zakázce, jeden fotoaparát sloužil k pořizování snímků pro práci a druhý k pořizování snímků pro jeho vlastní zájem, nikoli pro noviny. Během celé této doby Moya dále rozvíjel své fotografické dovednosti sám. 

## Publikování a návrat k fotografii
Moya opustil fotožurnalistiku, protože se jí už nemohl uživit.  Pořizoval jen občasné fotografie, například spolupráci se Salvadorem Novo v roce 1968, kdy poskytl fotografie pro knihu México,  a Garcías Márquezův portrét anglické verze knihy Sto roků samoty.  Do konce 60. let 20. století nashromáždil archiv asi 40 000 snímků, které byly poté uloženy v jeho domě a až do konce století se jich téměř nedotknul. 
V roce 1968 založil Moya malé nakladatelství, které vydávalo měsíčník s názvem Técnica pesquera, jenž sám o sobě nashromáždil rozsáhlý archiv fotografií týkajících se rybolovu a mořské biologie.  Podnik trval dvacet dva let a v roce 1990 zanikl.  Během těchto desetiletí se Moya stal také autorem krátké prózy, s publikacemi jako De lo que pudo haber sido (Co mohlo být) v roce 1996 a knihou Cuentos para leer junto al mar (Příběhy ke čtení u moře), která v roce 1997 získala mexickou národní literární cenu. 
Na konci 90. let Moya trpěl chronickým onemocněním, které ho a jeho manželku donutila opustit Mexico City a přestěhovat se do Cuernavacy.  Toto stěhování ho přimělo znovu prozkoumat svůj fotografický archiv, který byl stále v dobrém stavu, spolu s manželkou, grafickou designérkou, a několika fotografickými experty. Kvalita archivu Moyu přiměla k organizaci a propagaci archivu, začal díla prodávat a vystavovat a živil se se jejich prodejem. Říká, že byl překvapen, co se prodává,  vzhledem k velké části prodejů ve Spojených státech, do sbírek, jako je Wittliffova sbírka na Texaské státní univerzitě.  Mnoho z jeho známějších fotografií je dnes znovu publikováno v knihách, časopisech a novinách. 
Moya měl svou první veřejnou výstavu v roce 2000 v Xalapě ve Veracruzu s názvem Fuera de moda u příležitosti 50. výročí kubánské revoluce. Sbírka putovala do Milána, Alžíru, Dublinu, Nového Dillí, Vídně a Havany. Pro havanskou výstavu se vrátil na Kubu. 
Bylo publikováno několik knih věnovaných práci Moya. První kniha byla Fuera de Moda: Homenaje:Obra Fotográfica1955-1968 (2002). V roce 2004 byl Foto Insurrecta prvním výzkumem v jeho archivu, Alfonso Morales a Juan Manuel Arreocochea, následoval Rodrigo Moya: Una Vision Crítica De La Modernidad (2006) a Rodrigo Moya. Interiér El Telescopio (2014). 
Přestože se vrátil ke svému archivu, k fotografování se nevrátil. Uvádí, že digitální fotografii považuje za obdivuhodnou (pokud se používá s lehkostí), ale nedokázal si na ni zvyknout. 

## Fotografický styl
Ačkoli Moyova práce byla z uměleckého hlediska příznivě kritizována, on sám svou tvorbu nepovažoval za uměleckou, ale spíše za dokumentární, s vášní pro fotografii a sociální témata.  Mezi jeho vlivy patří jeho rodiče, dílo Alfonsa Moralese Carrilla, Walkera Evanse, Lewise Hinea, Roberta Franka, Eugena Smitha, Dorothey Langeové a Správy zemědělské bezpečnosti, stejně jako různé americké fotografické časopisy jako American Photography, US Camera nebo Life.  Dalším důležitým vlivem byl mexický fotograf Nacho López,  přičemž Moyova práce zachycující každodenní život v Mexico City v 50. letech 20. století je srovnatelná s dílem tohoto fotografa.  Moya jednou prohlásil, že jeho zájmem o fotografii je „dokumentovat, zkoumat a usilovat o transformaci reality, vyvolávat vědomí dojemnými nebo brutálními fotografiemi každodenních témat, ale emocionálních“.  Své úkoly fotoreportéra využíval k fotografování objektů, které považoval za zajímavé nebo dojemné. 
Nikdy se nepovažoval za válečného fotografa, i když často pořizoval snímky související s válkou i se společenskými nepokoji.  Archiv obsahuje snímky četných protestů, revolucionářů, gerilových bojovníků ve Venezuele a Guatemale a lidí v obtížných situacích. Zahrnuje také popravu zastřelením v Guatemale.  Během pobytu na Kubě pořídil sérii fotografií Ché Guevary. 
Jeho práce v Mexico City se většinou týká každodenního života v hlavním městě,  zejména života dělnické třídy a chudých lidí. Fotografoval také venkovské obyvatele a jejich životy v Mexiku a Latinské Americe,  zemědělské dělníky, učitele, studenty a rybáře. 
Ačkoli se kvůli své politice o bohaté příliš nezajímal, otcovy vazby na divadlo a film mu umožnily fotografovat i řadu slavných osobností, včetně Carlose Fuentese, Juana de la Cabady, Maríi Félix, Celie Cruz, Juana José Arreoly, Juana Soriana, Rity Macedo, Fanny Cano, Meche Carreño, Josephine Baker, Silvie Pinal, Davida Alfara Siqueirose, Gabriela Garcíi Márqueze, Emilia El India Fernándeze, Dolores del Río a jeho sestry, tanečnice Colombie Moyové. , a také mnoha novinářů, spisovatelů, herců a dalších, kteří se buď nikdy neproslavili, nebo zanikli v zapomnění. 

## Uznání
Moyovy práce lze nalézt ve stálých sbírkách Muzea moderního umění v San Franciscu, Muzea výtvarných umění v Houstonu, Muzea Nelsona-Atkinse, Muzea umění v Santa Barbaře, Wittliffových sbírek a Centra pro kreativní fotografii na Arizonské univerzitě. 
Odmítl různé ceny a vyznamenání.  Moya dával přednost knihám o svých dílech před výstavami a neměl rád ani ocenění.  Navzdory tomu Moya obdržel v roce 2007 Medaili za fotografické zásluhy od mexického Národního systému fotografických archivů  a v roce 2014 cenu Presea Cervantina od Festival Internacional Cervantino,  který ve stejném roce také sponzoroval retrospektivu jeho díla. 
V roce 2009 byl námětem dokumentárního filmu Conciencia de la luz, který napsala a režírovala Ana María Pérezová a v roce 2014 měla TV UNAM premiéru série věnované jemu s názvem Ojos bien abierto: El universo fotográfica de Rodrigo Moya. 

## Knihy
- Salvador Novo, Mexiko. Fotografoval Rodrigo Moya. Ediciones Destino, Mexiko, 1968.
- Ediciones Mundo Marino en 1968. Recenze Técnica pesquera[16]
- Rodrigo Moya, De lo que pudo haber sido y no fue. Cuentos neorrománticos, Instituto Cubano del Libro, La Habana, 1996.
- Rodrigo Moya, Cuentos para leer junto al mar, Tusquets, Mexiko, 1997.
- Fuera de Moda, Fotoseptiembre. Xalapa, 2002
- Alfonso Morales a Juan Manuel Aurrecoechea, Rodrigo Moya. Foto insurrecta, Ediciones El Milagro, Mexiko, 2004.
- Alberto del Castillo Troncoso, Rodrigo Moya, podle kritické vize modernidad, CNCA, Mexiko, 2006.
- Kuba Mía, Ensayo de Claudi Carreras, Casa Amèrica Catalunya, Barcelona, 2009.
- Alberto del Castillo Troncoso, Rodrigo Moya. Dokument Una mirada, Ediciones El Milagro - IIE-UNAM - La Jornada, 2011.
- Rodrigo Moya. El telescopio interior, vydání Patricia Gola a Alejandra Pérez Zamudio, Centro de la Imagen CNCA, Mexiko, 2014.
- Rodrigo Moya. Photography and Conscience / Fotografía y conciencia (Fotografie a svědomí), Esej Ariela Arnala. Wittliff Collection, Texas State University, San Marcos, 2015.

## Výstavy
- Lágrimas y risas de México Exposición colectiva en el Centro deportivo Israelita (1958)
- Colectiva Primer Salón Latinoamericano de Fotografía (1959)
- Fuera de Moda en el marco de Fotoseptiembre en la ciudad de Xalapa (2002) Exposición individual y homenaje
- Foto Insurrecta (2004), Centro de la Imagen, Ciudad de México
- Testigos de la Historia (2005) - Exposición colectiva
- El Trencito (2006), Galería López Quiroga, Ciudad de México.
- La Eterna Infancia (2007), Alhóndiga de Granaditas, Guanajuato, Mexiko.
- Kuba Mía (2009, Casa Amèrica Catalunya, Barcelona.
- Kuba Mía (2009), Palacio de Bellas Artes, La Habana, Kuba
- La muerte de Goitia - (2010), Fototeca de Zacatecas
- Ojos Bien Abiertos / Eyes Wide Open (2010), Etherton Gallery, Tucson, Arizona. [16]
- Fotografie a svědomí (2015), Wittliff Collection de la Texas State University v San Marcos, Texas.
- Kuba 1964: la Revolución en marcha (2017), Alhóndiga de Granaditas, en el marco del Festival Internacional Cervantino, Guanajuato, Mexiko.
- Kuba 1964: la Revolución en marcha (2018), Museo de Historia de Tlalpan, Ciudad de México.
- Kuba 1964: la Revolución en Marcha (2019), Museo de León Trotsky, Ciudad de México.
- Rodrigo Moya. Mexiko (2019), Museo Amparo, Puebla, Mexiko.